# Raumsicherung
Die Raumsicherung ist ein Operationstyp der Schweizer Armee.

## Beschreibung
Die Armee kommt dabei als strategische Reserve der Regierung zum Zug, wenn die zivilen Kräfte an die Grenzen ihrer Möglichkeiten stossen. Mit dem Einsatz der Armee will der Staat Gewaltakten von überregionalem, nationalem oder internationalem Ausmass vorbeugen und/oder diese eindämmen.
Mit dem Konzept der Raumsicherung begegnet die Schweizer Armee der Bedrohung von nichtmilitärischer (asymmetrischer Kriegführung) bis hin zu offener Anwendung militärischer Gewalt (Symmetrischer Krieg).

## Ziel
Ziel der Raumsicherung ist die Wiederherstellung der normalen Lage von staatlicher und öffentlicher Ruhe und Ordnung.

## Aufgaben
Folgende Aufgaben sind Inhalt der Raumsicherung:
- Kontrolle des Luftraumes
- Schutz wichtiger Objekte
- Schutz grösserer Grenzabschnitte
- Schutz von Transversalen
- Schutz von Schlüsselräumen

## Schützenswerte Infrastruktur
Zu der schützenswerten Infrastruktur zählen beispielsweise:
- staatliche Institutionen
- Internationale Verkehrswege
- Energieanlagen
- Kommunikationsmittel
- Wirtschafts- und Finanzinfrastrukturen

## Verantwortlichkeiten
Die Einsatzverantwortung während der Raumsicherung liegt bei den zivilen Behörden. Die Führungsverantwortung hingegen liegt bei der militärischen Führung.